# Alucita capensis
Alucita capensis är en fjärilsart som beskrevs av Felder 1875. Alucita capensis ingår i släktet Alucita och familjen mångfliksmott, (Alucitidae), (Alucitidae). Inga underarter finns listade i Catalogue of Life.